# Ernst Casimir af Nassau-Diez
Ernst Casimir af Nassau-Diez (født 22. december 1573 i Dillenburg, død 2. juni 1632 i Roermond i Limburg), var greve af Nassau-Diez i 1607-1632. Desuden var han statholder i i Frisland, Groningen og Drenthe.
Ernst Casimir var søn af grev Johan 6. af Nassau-Dillenburg. Efter Ernst Casimirs død i 1632 blev han efterfulgt af to af sine sønner. Indtil 1640 var det Henrik Casimir 1. af Nassau-Diez, derefter Vilhelm Frederik af Nassau-Diez. 

## Ægteskab og børn
Den 8. juni 1607 blev Ernst Casimir gift med Sophie Hedwig af Braunschweig-Wolfenbüttel. Kun to af deres børn nåede voksenalder.
- dødfødt datter (1608)
- dødfødt søn (1609)
- navnløs søn (1610-1610)
- Hindrik Kasimir I af Nassau-Diez (1612-1640)
- Willem Freark af Nassau-Diez (1613-1664)
- Elisabeth (25. juli 1614 i Ljouwert (Leeuwarden) - 18. september 1614 i Ljouwert)
- Johan Ernst (29. marts 1617 i Arnhim- maj 1617)
- Maurits (21. februar 1619 i Grins - 18. september 1628 i Grins)
- Elisabeth Friso (25. november 1620 i Ljouwert - 20. september 1628 i Grins)